# Leïla Chaibi
Leïla Chaibi (nascuda el 5 d'octubre del 1982 a Dijon, França) és una política francesa que va ser escollida diputada al Parlament Europeu a les eleccions del 2019 amb la llista de La França Insubmisa encapçalada per Manon Aubry. Chaibi va ser secretària nacional del Partit d'Esquerra encarregada de l'abolició de la precarietat entre 2011 i 2014. Va estudiar una diplomatura a l'Institut d'estudis polítics de Tolosa de Llenguadoc l'any 2005.